# Флаг Обливского района
Флаг муниципального образования «Обли́вский район» Ростовской области Российской Федерации — опознавательно-правовой знак, служащий официальным символом муниципального образования.
Ныне действующий флаг был утверждён 28 февраля 2018 года и внесён в Государственный геральдический регистр Российской Федерации с присвоением регистрационного номера 11774.

## Описание флага
«Прямоугольное полотнище с отношением ширины к длине 2:3, воспроизводящее композицию герба Обливского района в красном, синем, чёрном, жёлтом и белом цветах».
Геральдическое описание герба гласит: «В червлёном поле, золотой арбуз, сопровождаемый сверху скрещёнными шашкой, с золотой рукоятью, темляком и серебряным клинком вниз с золотым колосом. В оконечности лазоревый, окаймлённый серебром, узкий выщербленный (наподобие речной ряби) пояс».

## Обоснование символики
— арбуз — «брэнд», достояние района.
— лазоревый, окаймлённый серебром, выщербленный пояс — река Чир, при которой в 1744 году был основан хутор Обливы;
— шашка — аллегорически показывает историческую связь района с донским казачеством;
— пшеничный колос — в 1904 году начинается строительство хлебных амбаров известного купца-хлебопромышленника Парамонова. На месте хлебных амбаров Е. Т. Парамонова в 1907—1914 годах начинается строительство элеватора;
— золото — символ величия, достатка, процветания и прочности;
— красный цвет — с 30 июля по 31 декабря 1942 года район находился в оккупации. Бои за освобождение земли Обливской длились более месяца. За месяц боев в Обливском районе убитыми и раненными было 1 446 человек.

## Первый флаг
Первый флаг Обливского района был утверждён 14 мая 2003 года решением Обливского районного собрания депутатов № 98.
Флаг представляет собой прямоугольное полотнище алого цвета, символизирующее объединение всех народов, живущих на Донской земле. Отношение ширины флага к его длине 2:3.
В центре полотнища расположены две волнообразные линии, расположенные по центру голубого цвета, каждая шириной 1/36 ширины флага и расстояние между ними составляет 1/9 от ширины флага. Они символизируют реку Чир, протекающую по территории Обливского района.
В середине полотнища изображён арбуз, символ Обливского района, зелёного цвета с центром от нижней части флага 1/3.
Вверху над арбузом скрещены изображения золотистого колоса, который символизирует занятия земледелием в районе и казачьей сабли цвета стали, символа донских казаков. Композиция расположена по центру длины флага.